# Ralph Beard
Ralph Milton Beard, Jr. (Hardinsburg, Kentucky; 2 de diciembre de 1927-Louisville, Kentucky; 29 de noviembre de 2007) fue un baloncestista estadounidense que jugó durante dos temporadas en la NBA antes de ser suspendido a perpetuidad en 1951 al verse involucrado en un fraude de apuestas deportivas. Medía 1,78 metros, y jugaba en la posición de base. Fue All Star en 1951.

## Trayectoria deportiva

### Universidad
Jugó entre 1945 y 1949 con los Wildcats de la Universidad de Kentucky, formando parte de los denominados Fabulous Five que ganaron el Torneo de la NCAA en 1948, tras derrotar a Baylor en la final por 77-59, y en 1949, cuando hicieron lo propio con Oklahoma A&M por 46-36.
Fue elegido en sus cuatro años de carrera en el mejor quinteto de la Southeastern Conference y en sus tres últimas temporadas también All-American. Promedió en total 10,9 puntos por partido

### Selección nacional
Fue elegido para representar a Estados Unidos en los Juegos Olímpicos de Londres de 1948, consiguiendo la medalla de oro.

### Profesional
Fue elegido en la vigesimosegunda posición del Draft de la NBA de 1949 por Chicago Stags, pero acabó firmando por los Indianapolis Olympians junto con su compañero en Kentucky y número 2 del draft Alex Groza, donde promedió 14,9 puntos y 3,9 asistencias por partido, siendo incluido en el segundo mejor quinteto de la NBA.
En 1951 disputó el primer All Star Game de la historia, partido en el que consiguió 6 puntos y 3 rebotes. Acabó la temporada promediando 15,9 puntos y 4,4 asistencias, siendo incluido en el mejor quinteto de la NBA.
Antes de comenzar la temporada 1951-52, se vio implicado en un asunto de amaño de apuestas en su último año universitario junto a Alex Groza y Dale Barnstable, que aceptaron 2.000 dólares cada uno por ganar un partido por menos de 10 puntos de diferencia. El entonces Comisionado de la NBA, Maurice Podoloff, suspendió de por vida a los tres jugadores. Beard admitió haber recibido 700 dólares, pero negó repetidamente que hubiera participado en el amaño de partidos.

#### Estadísticas

##### Temporada regular
| Temporada | Edad | Equipo                 | Liga | P   | TC  | TCA  | %TC  | TL  | TLA | %TL  | REB | ASIS | FP  | PTS  |
| 1949-50   | 22   | Indianapolis Olympians | NBA  | 60  | 5.7 | 15.6 | .363 | 3.6 | 4.7 | .762 |     | 3.9  | 2.2 | 14.9 |
| 1950-51   | 23   | Indianapolis Olympians | NBA  | 66  | 6.2 | 16.8 | .368 | 4.4 | 5.7 | .775 | 3.8 | 4.8  | 1.5 | 16.8 |
| Total     |      |                        | NBA  | 126 | 5.9 | 16.2 | .366 | 4.0 | 5.2 | .770 | 3.8 | 4.4  | 1.8 | 15.9 |

##### Playoffs
| Temporada | Edad | Equipo                 | Liga | P | TCA | TC  | TLA | TL | R.OF. | REB | ASIS | FP | PTS | %TC  | %FT  | PTS  | REB | AST |
| 1949-50   | 22   | Indianapolis Olympians | NBA  | 5 | 22  | 70  | 22  | 28 |       |     | 22   | 11 | 66  | .314 | .786 | 13.2 |     | 4.4 |
| 1950-51   | 23   | Indianapolis Olympians | NBA  | 3 | 27  | 61  | 12  | 17 |       | 12  | 13   | 6  | 66  | .443 | .706 | 22.0 | 4.0 | 4.3 |
| Total     |      |                        | NBA  | 8 | 49  | 131 | 34  | 45 |       | 12  | 35   | 17 | 132 | .374 | .756 | 16.5 | 4.0 | 4.4 |

## Fallecimiento
Beard falleció en 2007, a la edad de 79 años, en su casa de Louisville, a causa de un fallo cardíaco, según informó su hijo Scott. Dejó mujer y dos hijos más además de Scott, y 6 nietos.